# Lipòtids
Els lipòtids (Lipotidae) són una família de cetacis del grup dels odontocets. Tres de les quatre espècies que formen aquest clade porten extintes des del Pliocè i la quarta, el dofí de riu xinès, està extinta o en perill crític. La UICN és partidària d'aquesta última opció. El dofí de riu xinès és un dofí d'aigua dolça endèmic del riu Iang-Tsé, mentre que els exemplars prehistòrics d'aquest grup vivien a les aigües costaneres d'allò que avui en dia és Califòrnia i la Baixa Califòrnia.